# Stanislaus II. August Poniatowski

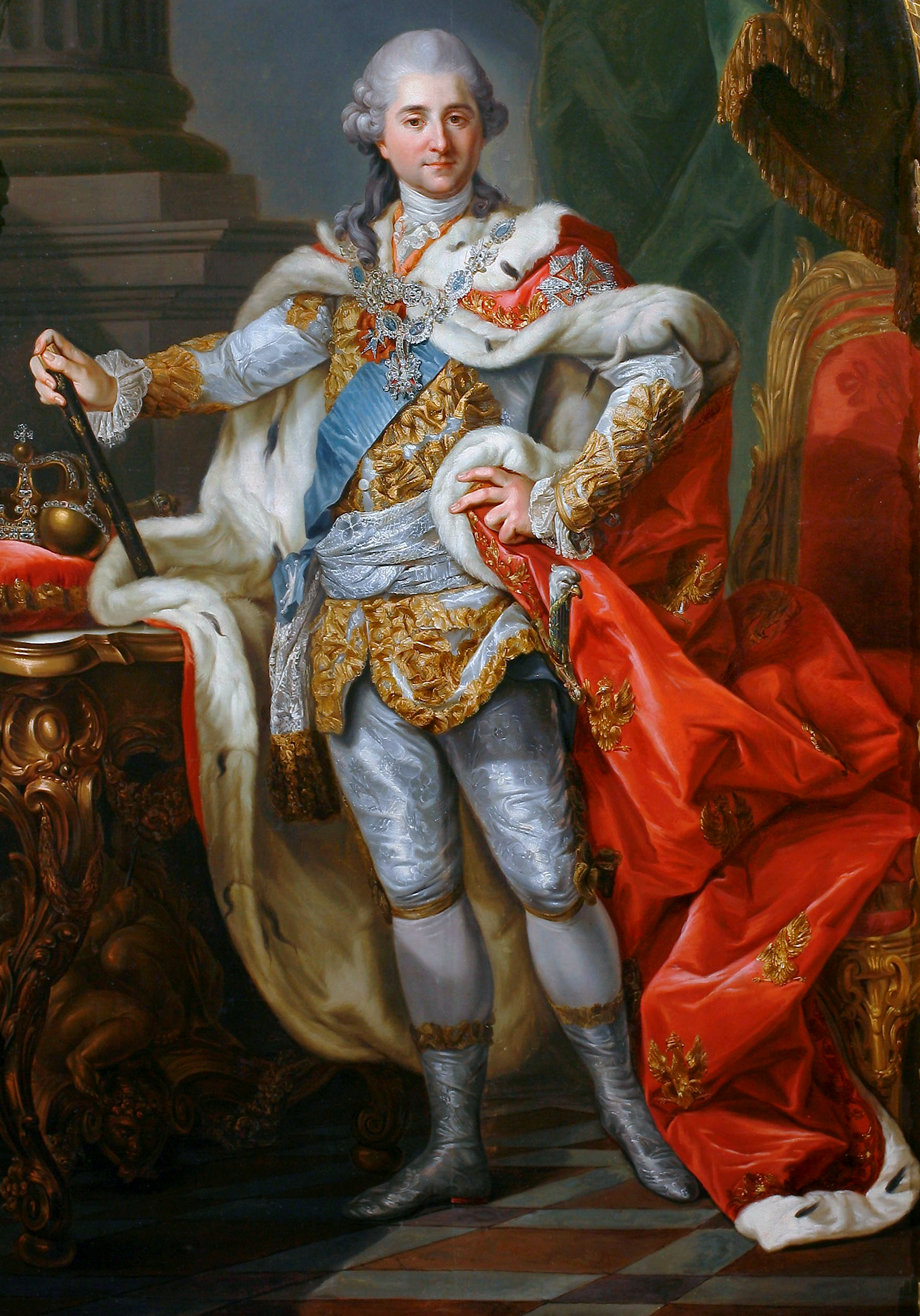
Stanislaus II. August im Krönungsornat (Gemälde von Marcello Bacciarelli, 1764, heute im Warschauer Schloss)

Stanisław II. August (eigentlich Stanisław Antoni Poniatowski; * 17. Januar 1732 in Wołczyn, Polen-Litauen; † 12. Februar 1798 in Sankt Petersburg, Russisches Kaiserreich) stammte aus dem Adelsgeschlecht der Poniatowski. Er wurde 1764 mit Unterstützung der russischen Kaiserin Katharina der Großen zum  König von Polen und Großfürsten von Litauen gewählt und regierte bis zu seiner Abdankung im Jahre 1795 als letzter der polnischen Wahlkönige. Als Auftraggeber und starker Verfechter der Verfassung vom 3. Mai 1791 (erste moderne Verfassung Europas) gilt er heute als bedeutender Aufklärer.

## Leben und Werk

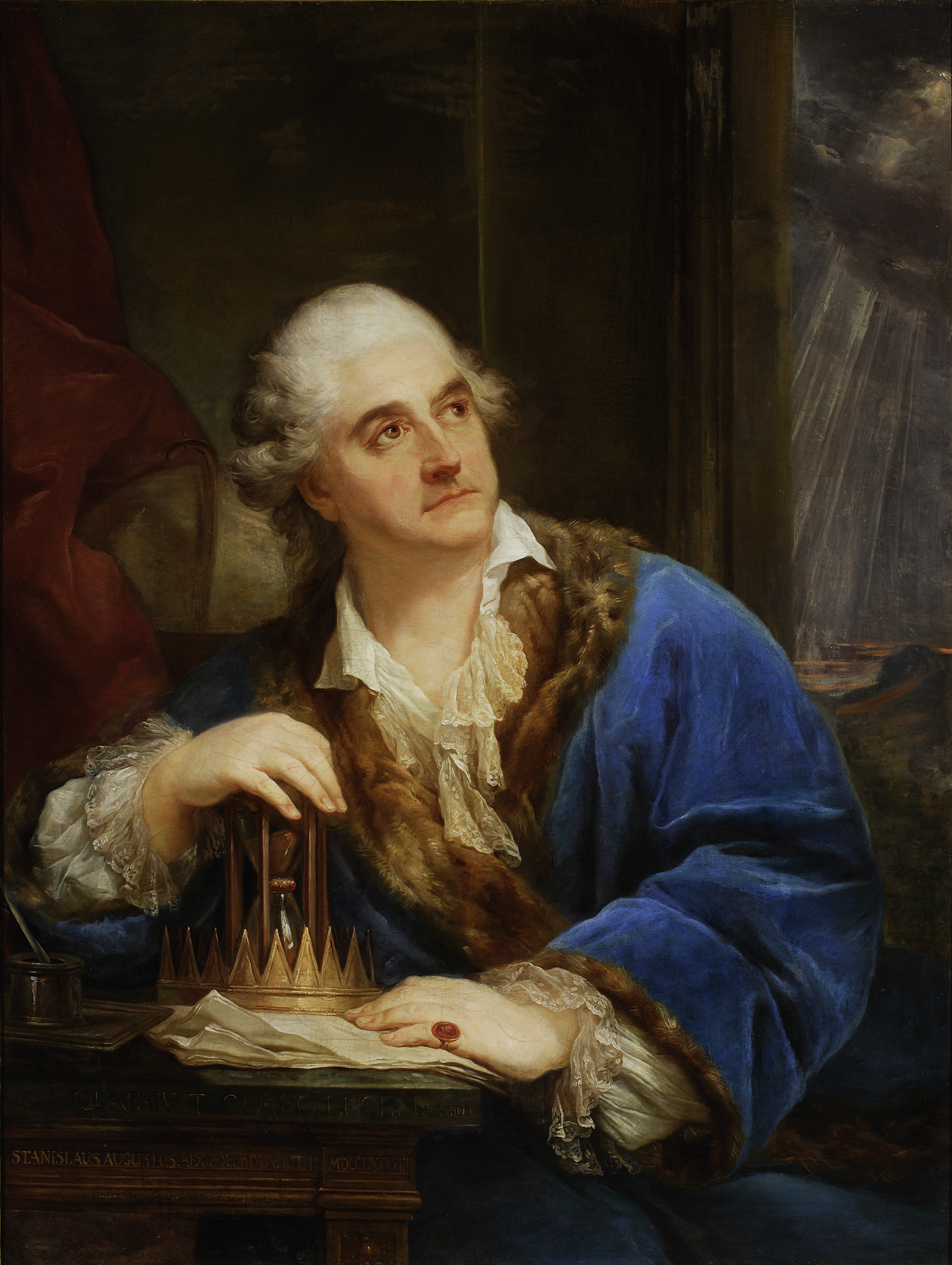
Stanisław II. August mit Krone und Stundenglas (Gemälde von Marcello Bacciarelli)

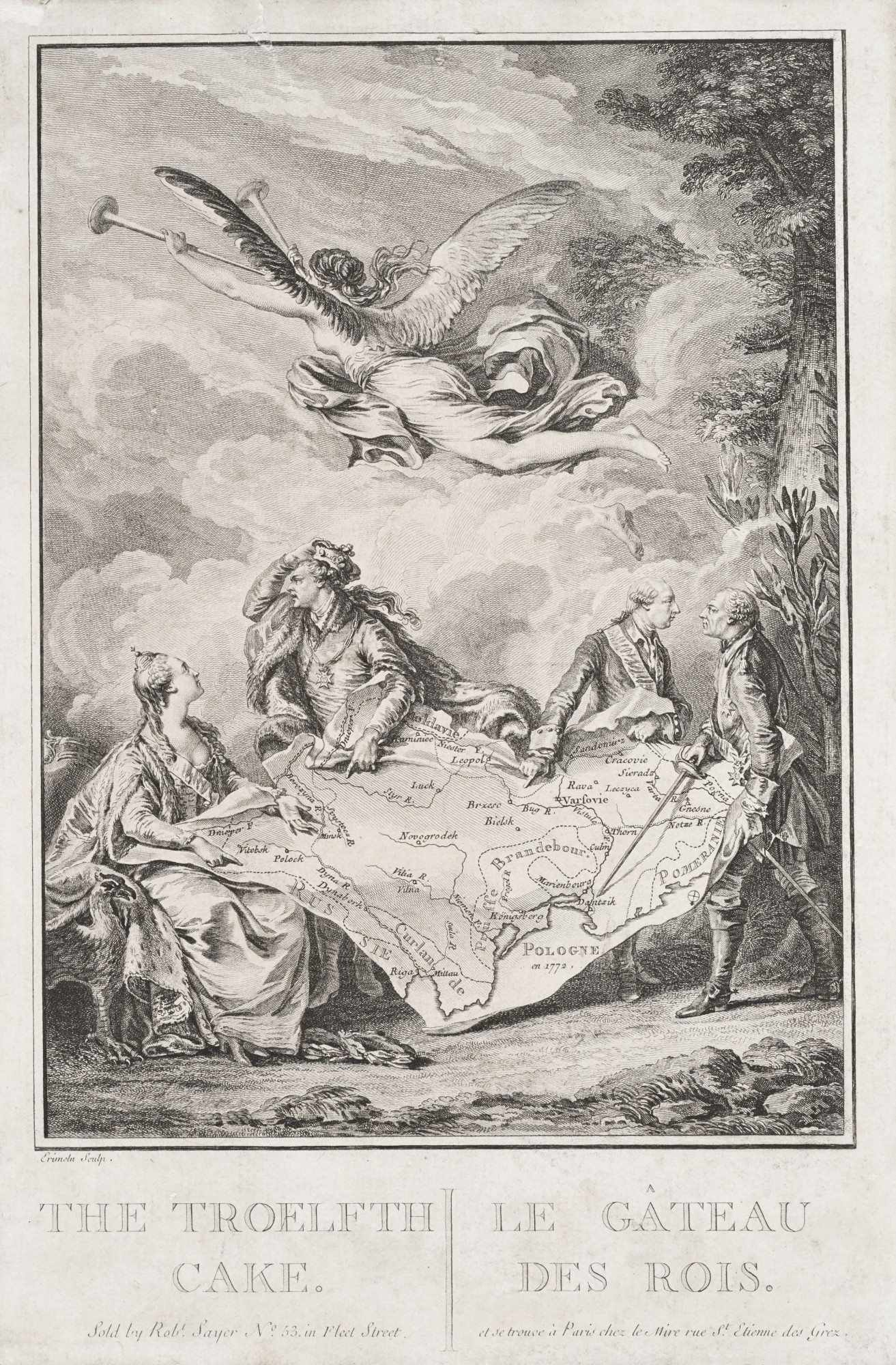
Katharina II. (ganz links) teilt Polen wie einen Kuchen zwischen sich, Joseph II. und Friedrich II. von Preußen (ganz rechts) auf, während Stanislaus August sich verzweifelt an die Krone greift (Karikatur Le gâteau des rois, gestochen von Noël Lemire nach Vorlage von Jean-Michel Moreau, 1773)

Stanisław August wurde als Sohn des polnischen Landadligen Stanisław Poniatowski aus der Familie Poniatowski und dessen Ehefrau Prinzessin Konstancja Czartoryska geboren. Sein Vater war ein langjähriger Vertrauter des schwedischen Königs Karl XII. Im Alter von 20 Jahren trat er erstmals 1752 auf dem polnischen Reichstag als Abgeordneter auf.
König August III. sandte ihn zur Zarin Elisabeth nach Petersburg, wo er die Großfürstin und spätere Zarin Katharina traf, mit der er mehrere Jahre eine intime Beziehung unterhielt.

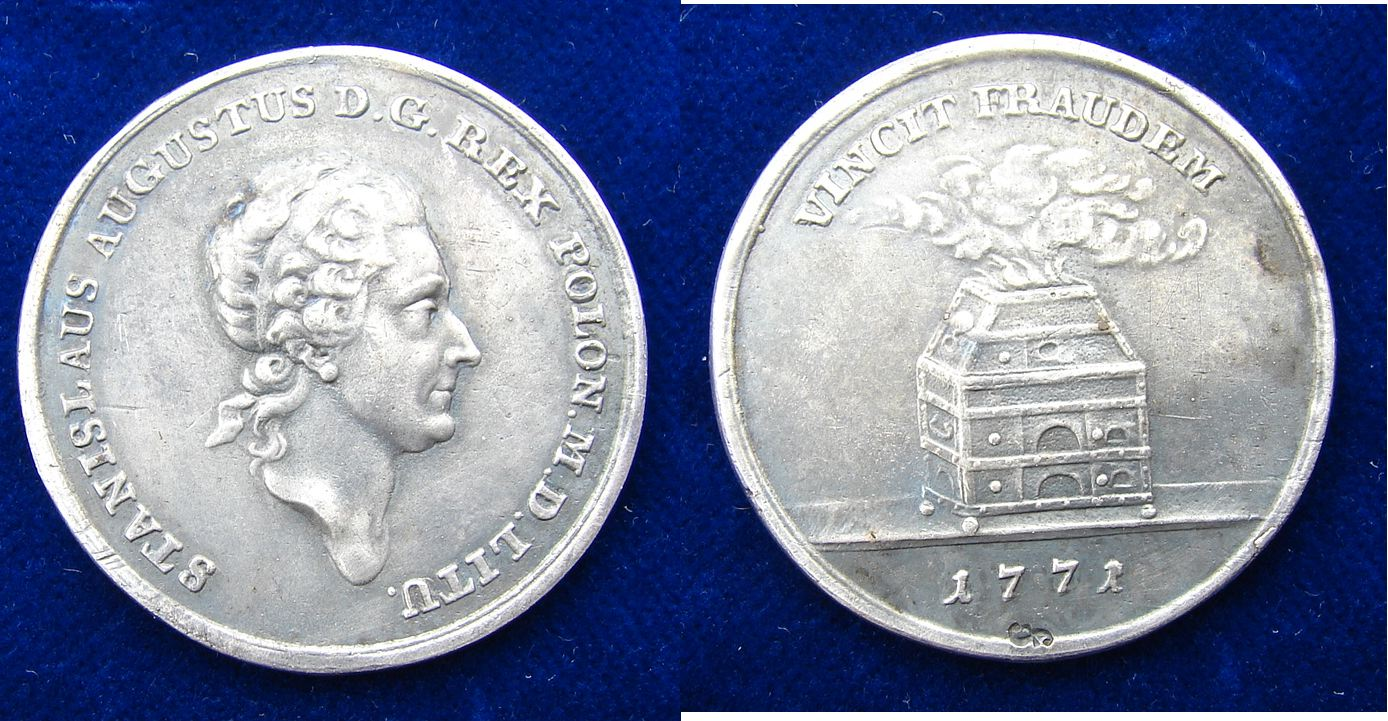
Stanisław II. August auf der polnischen Halbtaler-Probeprägung von 1771

Nach Augusts Tod wurde Stanisław – von russischer Seite aus massiv unterstützt – am 7. September 1764 zum König von Polen gewählt und am 25. November in Warschau gekrönt. Bereits am 5. April desselben Jahres hatte ihm König Friedrich II. von Preußen, als Poniatowski noch den Grafentitel führte und Großtruchsess von Litauen war, den Schwarzen Adlerorden verliehen. Mit seiner Wahl endete die Personalunion Sachsen-Polen.
Der aufgeklärte Herrscher versuchte, den in verschiedene Hochadelsfraktionen zerrissenen Staat zu reformieren. Seine Politik wurde durch konkurrierende Adelsparteien und die starke russische Einflussnahme erschwert. Während des Sejms 1767/68 versuchte der Adel seine weitgehenden Freiheiten und Privilegien gegen außenpolitische Einflussnahme zu sichern. 1768 bildete sich mit der Konföderation von Bar ein Streitbund oppositioneller Landadliger, der sich sowohl gegen den König als auch gegen die Einmischung Russlands in die inneren Angelegenheiten Polens richtete, jedoch langfristig nicht nur den staatlichen Niedergang des Landes beschleunigte, sondern zusätzlich die Anarchie durch den gleichzeitig ausbrechenden Aufstand der Hajdamaken vertiefte. Beides endete in den Folgejahren mit militärischen Übergriffen Russlands.
Zu Vertretern der französischen Aufklärung und aus dem Kreis der Enzyklopädisten, so Friedrich Melchior Grimm, pflegte er freundschaftliche Beziehungen.
Politische Interessen der benachbarten Großmächte führten am 17. Februar und am 5. August 1772 zur Ersten Teilung Polens zwischen Preußen, Österreich und Russland, mit Billigung des Sejms und des Königs. Der König wurde abhängig vom Ständigen Rat, den die Invasoren einberufen hatten. Trotzdem strebte Stanisław August Poniatowski danach, die Unabhängigkeit wieder zu erringen.
In den Folgejahren schloss er sich den Bestrebungen an, umfangreiche Reformen durchzusetzen. So wurde mit der Verfassung vom 3. Mai 1791 die erste aufgeklärte Verfassung Europas verabschiedet, die eine Gewaltenteilung in Legislative und Exekutive vorsah. Das Bürgertum, die Bauern und die Juden des Landes wurden mit neuen Rechten ausgestattet. Polen wurde zu einer modernen konstitutionellen Monarchie.
1792, während des Russisch-Polnischen Krieges, schloss sich Stanisław Poniatowski allerdings der Konföderation von Targowica an, die sich gegen die Reformen wandte und eine abermalige Einmischung der Russen veranlasste. Im Januar 1793 kam es auf dem Sejm von Grodno zur Zweiten Teilung Polens. Poniatowski wurde 1794 von der Kościuszko-Regierung abgelöst und 1795 nach Grodno gebracht, wo er nach dem gescheiterten Kościuszko-Aufstand die Dritte Teilung Polens unterzeichnen und am 25. November 1795 abdanken musste.
Zar Paul I. rief ihn nach dem Tod Katharinas 1796 nach Sankt Petersburg, wo er am 12. Februar 1798 starb und wo er auch begraben wurde.

## Überführung des Leichnams nach Warschau (1938)

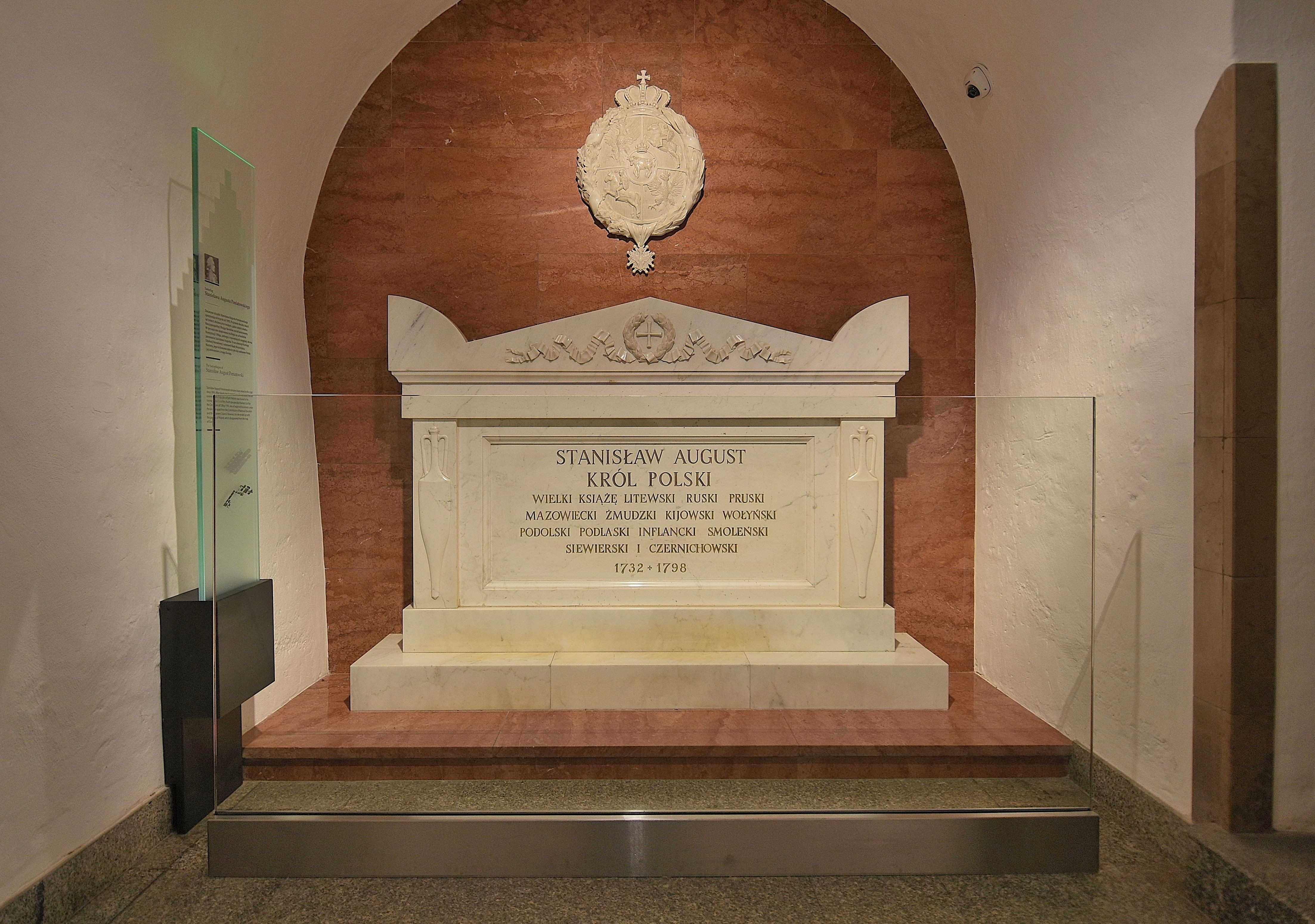
Grabmal in der Warschauer Johanneskathedrale

1938 wurde der Leichnam nach Wołczyn (heute Weißrussland, damals zu Polen gehörig) überführt. 1993 beschloss man, ihn in der Kapelle des Königlichen Schlosses von Warschau zu bestatten. Der stark beschädigte Sarg mit den Überresten des Königs wurde nach Warschau überführt und dort am 14. Februar 1995 beigesetzt.

## Erbe
In Warschau zeugen viele Gebäude von Stanisławs Herrschaft, wie das Warschauer Königsschloss oder sein Sommerpalast im Łazienki-Park. Ebenso geht die Warschauer Stanislaus-Achse auf sein Wirken zurück.
Der von ihm gestiftete Sankt-Stanislaus-Orden wurde 1816 vom Zaren Alexander I. erneuert und als niedrigster ziviler Orden des Zarenreiches (ab etwa 1870 bestand auch eine Militärklasse „mit Schwertern“) bis 1917 verliehen.